# Acer fenzelianum
Acer fenzelianum là một loài thực vật có hoa trong họ Bồ hòn. Loài này được Hand.-Mazz. mô tả khoa học đầu tiên năm 1933.